# Metapneumovirus
Metapneumovirus es un género de virus de ARN perteneciente a la familia Pneumoviridae. Incluye 2 especies, el metapneumovirus humano (hMPV), causante de enfermedad respiratoria en humanos y el metapneumovirus aviar (aMPV), que ocasiona enfermedad respiratoria en aves y es el agente que provoca las epidemias de rinotraquitis infecciosa del pavo